# Aldo y Daniel
Aldo y Daniel fue un dúo de música uruguayo integrado por Aldo Fantauzzi y Daniel Olveira activo a fines de los años 1960 y principios de los 1970s.

## Historia
Dedicados principalmente a la música pop el dúo comenzó su actividad a fines de la década de 1960. Un antecedente directo a su creación fue la actividad entre 1965 y 1967 del grupo "The Challengers", cuya formación había sido Olveira (voz y guitarra), Fantauzzi (2ª guitarra y segunda voz), Álvaro Gastelú (batería), José María "Josema" Gurascier (bajo) y César Jover (1ª guitarra).
En 1969 editan un simple con el sello RCA Victor, en el cual incluyeron los temas "Golondrina" y "La lluvia me hace llorar". En 1970 editan otro álbum simple en el cual contaron con el acompañamiento musical de Julio Frade y que contuvo los temas "Limpio, limpio" y "La niña en la rueca". Antes de que culminara ese año lanzan su tercer disco simple y su único larga duración titulado "Cantares del desierto" esta vez para el sello Sondor. En el mismo se desmarcan en parte del movimiento de canto popular que existía en ese momento con las palabras:

No, no somos cantantes de protesta. Creemos si que nuestros temas contienen un mensaje humano

Poco tiempo después el dúo se separaría y Fantauzzi continuaría su carrera en solitario con un repertorio que a diferencia de "Aldo y Daniel" tenía una marcada crítica social. En 1973 Aldo Fantauzzi editó su único disco solista titulado "Agridulce" para el sello De la Planta.

## Discografía

### LP
- Cantares del desierto (Sondor 33113. 1970)

### Simple
- Golondrina / La lluvia me hace llorar (RCA Victor NG 31Z 1381. 1969)
- Limpio, limpio / La niña en la rueca (RCA Victor 31UZ 1025. 1970)
- Pan y arado / Te seguiré amando (Sondor 50119. 1970)